# Обсуждение двойки
«Обсуждение двойки» (укр. «Обговорення двійки») — картина украинского советского художника Сергея Григорьева, созданная в 1950 году. В 1951 году она была удостоена Сталинской премии II степени. Находится в коллекции Государственной Третьяковской галереи. По мнению советского доктора искусствоведения, историка искусства В. А. Афанасьева, автора книги о творчестве художника, картина «Обсуждение двойки» отмечена тонким психологизмом и, вместе с двумя другими картинами  «Приём в комсомол» (1949) и «Вернулся» (1954), является вершиной жанрового творчества Григорьева.
«Обсуждение двойки» изображает заседание комсомольского комитета советской средней школы, на котором разбирается персональное дело старшеклассника, получившего двойку на уроке. На работу художника над картиной оказало влияние его увлечение театром и кинематографом, изучение теоретических работ крупных советских театральных режиссёров. Считается, что «Обсуждение двойки» впервые наглядно показало возможность острого конфликта в школьной жизни, продемонстрировало средствами изобразительного искусства серьёзность проблем в учёбе советских школьников, «открыло путь критической теме изображении детской жизни» в советской живописи. Картина быстро завоевала широкое признание современников. 

## История создания и судьба картины
Вслед за картиной «Приём в комсомол», удостоенной Сталинской премии II степени, Сергей Григорьев создал ещё одно большое полотно о советских старшеклассниках — «Обсуждение двойки». Во многих школах появились тогда репродукции этой картины. В 1952 году в Москве вышла посвящённая этой картине небольшая брошюра-листовка искусствоведа Веры Герценберг. Основой для создания нового полотна стал материал, собранный автором для картины «Приём в комсомол», но так и оставшийся неиспользованным. Советский искусствовед Галина Карклинь в своей книге о творчестве художника относит к этому материалу зарисовки мизансцен в школьном интерьере и этюды портретов старшеклассников, сделанные с натуры. Эти материалы Григорьев в процессе работы над картиной дополнил новыми портретными зарисовками и эскизами. Работал Григорьев над картиной в течение трёх лет (1948—1950 годы) и создал несколько вариантов композиции.
Картина «Обсуждение двойки» выполнена в технике масляной живописи по холсту. Размер полотна — 168 на 259 сантиметров. Справа внизу находится подпись автора — «Григорьев С. А. 1950 г.», ещё один автограф находится на обороте полотна — «Григорьев С. А. Киев 1950 год». Там же на обороте присутствует наклейка Дирекции художественных выставок Украины с надписью «Обсуждение двойки». Оно находится в коллекции Государственной Третьяковской галереи, инвентарный номер 30306, которая приобрела картину у самого автора в 1951 году. На репродукции этой картины в журнале «Огонёк» № 10 за 1951 год в левом верхнем углу присутствует бюст И. В. Сталина, который в настоящее время отсутствует. Впервые картина была представлена на Всесоюзной художественной выставке 1950 года, а в 1951 году была отмечена Сталинской премией II степени. Одновременно Сергей Григорьев получил звание народного художника УССР и был награждён орденом Трудового Красного Знамени. Картина «Обсуждение двойки» была представлена на выставках 1953 года в Ленинграде, на выставках в Киеве, Москве и Симферополе в 1954, на выставках в Варшаве и Кракове в 1955 году, на XXVIII Биеннале в Венеции (1956), на выставке «200 лет Академии художеств СССР в Ленинграде» (1957—1958 годы), двух московских выставках 1958—1959 годов, на Передвижной выставке, экспонировавшейся от Ульяновска до Баку в 1963—1964 годах, а также на выставке 1993—1994 года в Нью-Йорке. 
Одна из версий картины, также относящаяся к 1950 году, находится в коллекции фонда Art Russe (сайт фонда называет её «второй версией»). Техника исполнения этой картины — масляная живопись по холсту. Размер полотна — 118 на 181 сантиметр. В левом верхнем углу, как и на ранней репродукции оригинальной картины (смотри выше), присутствует бюст Сталина, который, по мнению искусствоведа фонда, «взирает» на мучения ученика.
Первоначальный вариант картины назывался «Обсуждение персонального дела на партийном бюро», но, как осторожно пишет В. А. Афанасьев, «жизненный материал при этом необходимо было осваивать заново». Затем художник попытался перенести действие в техникум, где после войны наряду с подростками училось немало и вполне взрослых людей (для этого варианта Григорьев создал ряд рисунков студентов и бывших фронтовиков). Был эскиз, намечающий сцену обсуждения даже в младших классах школы. Позже художник придумал новое название и соответственно перенёс действие картины в выпускной класс средней школы. Афанасьев считает, что решающим фактором стал личный опыт преподавания художника. Ему были знакомы яростные столкновения характеров, он сам выступал арбитром в конфликтах между своими студентами на кафедре рисунка Киевского художественного института и между учащимися Киевской художественной школы-десятилетки, где он тогда преподавал. Сыграл свою роль и успех картины «Приём в комсомол», где героями стали также старшеклассники. Сохранилось большое количество подготовительных рисунков к картине и несколько акварелей, которые, по мнению Афанасьева, свидетельствуют о «мучительных поисках» автора. Три такие подготовительные работы он приводит в книге 1967 года.

## Сюжет картины и особенности его трактовки художником
Действующие лица: шесть членов комитета комсомола, седая учительница, провинившийся двоечник и скромно прислонившийся у самой рамы картины пионер. О том, что заседание затянулось до позднего вечера, говорят электрическое освещение в комнате и фиолетовые сумерки за окном. Восемь действующих лиц располагаются у двух столов, ещё один персонаж, самый младший, находится вдали от стола вблизи шкафа. Карклинь отмечала, что в окончательном варианте Григорьев, как и в картине «Приём в комсомол», использует композиционный приём с двумя составленными углом столами. Такое построение давало, с её точки зрения, возможность более компактного построения многофигурной композиции в центре полотна. Большинство персонажей картины старшего школьного возраста. В центре картины — провинившийся. Он, по мнению В. Яковлева, смущён критикой и мечтает, чтобы заседание окончилось как можно быстрее. Художник сумел передать волнение юноши, смешанное со стыдом. Герой понимает свою вину и горит желанием её загладить.
Карклинь сопоставляет сюжет в картине Григорьева с картиной его современника Фёдора Решетникова «Опять двойка». Она видит в обеих картинах актуальную для эпохи позднего сталинизма «конфликтную» ситуацию, но трактуется она двумя художниками по-разному. У Решетникова суд двоечнику устраивает семья. Обсуждением двойки на полотне Григорьева «занимаются школьный актив и комсомольская организация». Центром композиции у Григорьева, в отличие от картины Решетникова, является стол в учительской, вокруг которого размещены герои картины, а не фигура надломленного осуждением близких людей двоечника. У Григорьева не идёт речи о суде, Карклинь отмечает доброжелательность художника, который стремится уладить конфликт «по-доброму, но справедливо». Она отмечает, что художник наделил своего главного героя-двоечника привлекательными чертами — мужеством и скромностью, что противопоставляет его «обвинителю», которого она характеризует как «красивого юношу с несколько суховатым выражением лица и нарочитой позой оратора». По-другому трактует композицию картины Афанасьев. Конфликт, с его точки зрения, разгорается между прямолинейным и суровым обвинителем и смущённым виновником заседания. По его мнению, остальные персонажи картины чётко делятся на группы: справа — симпатизирующие двоечнику и переживающие за него (девочка, паренёк, пионер), сюда же Афанасьев относит и пожилую учительницу, сидящую за столом в центре (Афанасьев предполагал, что именно она и поставила двойку юноше, а затем передала его дело в комсомольский комитет школы, считая, что критика товарищей будет более действенной, чем назидания педагога), а левая группа «безучастна» к событию (секретарь комсомольской организации, откинувшийся на спинку стула, и девушка, безразлично ведущая протокол заседания).

Сергей Григорьев. Карандашный набросок фигуры двоечника, 1949

В своей книге о творчестве Сергея Григорьева Т. Г. Гурьева отмечала, что в процессе работы над картиной художник изменил образ двоечника. Это изменение шло по пути его психологической характеристики. В первоначальных вариантах картины и набросках он предстаёт то растерянным, то раскаивающимся, иногда «дрожащим, понурым и виноватым». В ранних набросках переживания героя картины носили внешний характер, признаки раскаяния сказывались в его позе (опущенная голова, сгорбленная спина, опущенные плечи). В одном удачном карандашном наброске, относящемся к 1949 году, художник, по мнению искусствоведа, наконец сумел передать душевное состояние героя, принципиально отказавшись от подобных приёмов. Рисунок сумел выразить внутреннее волнение юноши при внешней сдержанности. Художником был найден верный жест рук, но сам персонаж был изображён сидящим, что вносило элемент подавленности, сломленности. В картине художник сумел это преодолеть, изменив его позу, — в окончательном варианте он стоит, а не сидит. Гурьева отмечала, что к картине Григорьев сделал всего несколько этюдов акварелью, ограничившись карандашными набросками персонажей общей композиции картины. После этого он сразу перешёл к созданию картины маслом. При этом некоторые фигуры персонажей он несколько раз переписывал уже на холсте.
Художник показал разнообразие поз, движений и ракурсов персонажей. Кроме «двоечника» и его «обвинителя», Карклинь отмечает в картине и другие интересные образы (пожилая учительница, секретарь комсомольской организации, девушка, которая сидит рядом с «обвиняемым»). По мнению Яковлева, в каждом из второстепенных персонажей Григорьев показал индивидуальное отношение к событию. Наиболее примечателен, с его точки зрения, образ пионера, которого пригласили с назидательной целью. Он сочувствует провинившемуся, не придавая большого значения случайной отметке. Однако, с точки зрения Яковлева, в его душе уже рождается «чувство гражданской ответственности советского школьника». Яковлев противопоставляет картину Григорьева существовавшей в то время теории «бесконфликтности». Сам Григорьев считал образ пионера принципиально важным, он писал:

«Жизнь показала мне, что присутствие пионера на заседании комсомольского комитета довольно типичное явление, хотя и не совсем верное с точки зрения правил. Пионер, конечно, не член комитета и фактически ещё не имеет права голоса, но будет иметь в будущем. Малыши втягиваются в общественную жизнь, дорастая постепенно до права быть комсомольцами. У нас крепка и неразрывна связь между комсомольской и пионерской организациями»— В. А. Афанасьев. Сергей Алексеевич Григорьев
Пародию на картину, а также ироничный комментарий к её сюжету поместил в журнале «Огонёк» в 1997 году его постоянный автор заметок о картинах русских дореволюционных и советских художников, скрывавшийся под псевдонимом «Дежурный экскурсовод». По его мнению, художник изобразил «драматический момент обсуждения проступка одного из членов пионерской дружины, распространившего собственного сочинения пародию на воззвание декабристов к передовому офицерству». «Дежурный экскурсовод» приписывает выступающему реплику: «„Тем, которые историю не учат и тем не менее постоянно в разные истории попадают, не место с нами под одной крышей“, — с трудом подбирая правильные слова (отстаёт по русскому языку), говорит собравшимся партийный вожак». Остальных персонажей он характеризует так: «староста-тихоня, не разглядевший вовремя, какого двуличника он усадил за парту рядом с собой», «известный тимуровец, радующийся будущему наказанию „интеллигента“», «отступник» с хитроватой улыбкой, «пальцы, которые он якобы смущённо теребит, того и гляди сложатся в кукиш».

## Искусствоведение и зрители о картине
Московский искусствовед 1950-х годов и автор книги о Сергее Григорьеве А. М. Членов отмечал принципиальную новизну картины в изображении школьной жизни. До Григорьева, по его мнению, советские художники изображали только «цветы, улыбки и белые фартучки». Дети всегда представали празднично разряженными и улыбающимися. Картины демонстрировали, что в жизни советских детей нет места заботам и трудностям. Картина Григорьева показывала школу с совершенно неожиданной для советской живописи этого времени стороны. В связи с этим Членов отмечает близость картины Григорьева к работам передвижников.
Художник Василий Яковлев, лауреат двух Сталинских премий, в 1952 году в статье в журнале «Огонёк» отмечал, что «наша живопись ещё во многом бесконфликтна». Одним из редких исключений он называет картину «Обсуждение двойки». Через конфликт (обсуждение неуспевающего товарища на заседании комитета комсомола) художник, по его мнению, сумел передать атмосферу новой, советской школы, где неудовлетворительная отметка перестала быть личным делом учащегося и превратилась в предмет заботы целого коллектива. А. М. Членов настаивал в книге о творчестве художника, что в картине идёт речь о случайной двойке вполне успешного школьника, полученной, вероятно, по легкомыслию. Т. Г. Гурьева в книге о Григорьеве предположила по мускулистой фигуре двоечника, что причиной его низкой оценки послужило увлечение спортом, и даже конкретно футболом. Поэтому, с её точки зрения, в глазах пионера, присутствующего на заседании, можно разглядеть некоторое восхищение этим персонажем. В его представлении он — «спортивный кумир».
В книге 1967 года В. А. Афанасьев отмечает, что двоечник — не хулиган, заслуживающий разоблачения и осуждения, а обычный подросток. Конфликт носит не криминальный и не административно-официальный, а морально-этический характер. Двоечник, по его мнению, полностью осознал свою вину, но неправильно понятое чувство собственного достоинства мешает ему сказать об этом ясно и откровенно. В другой своей книге о творчестве Григорьева, изданной на украинском языке в 1973 году, Афанасьев также утверждал, что Григорьев попытался показать своих героев «в решении очередного конфликта, которых в молодёжной среде всегда много». Он отмечает, что художник наделил двоечника привлекательными чертами и одновременно показал участников сцены людьми доброжелательными, искренними, сочувствующими ему людьми. Афанасьев отмечает, что обсуждение двойки предстаёт на картине как своеобразная школа жизни в советском обществе. В этом он видел основное общественно-этическое содержание картины Григорьева и её новаторство.
Художник Фёдор Решетников отмечает «светлый, чистый, радостный, полный надежд мир советского детства» на картинах Сергея Григорьева. По его мнению, картина «Обсуждение двойки» не обличала, не грозила и не карала. Она правдиво рассказывала об озабоченности советского школьного коллектива судьбой подростка. В своей статье, опубликованной в журнале «Огонёк», он приводит письмо учительницы-москвички, ранее опубликованное в этом журнале в корпусе статей о лауреатах Сталинской премии в области науки и в области литературы и искусства 1951 года, которое, с его точки зрения, правильно трактует картину Григорьева (с сохранением орфографии оригинала):

«Я помню „Приём в комсомол“ и „Вратаря“ Григорьева. Теперь увидев „Обсуждение двойки“, я, прежде чем глянула на подпись, подумала: „Это тот самый художник“ Значит есть у художника своя манера, свой изобразительный язык… Григорьев — отличный наблюдатель! Ведь, как это верно замечено, дети всегда более строго относятся к своим товарищам, получившим плохие оценки, нежели мы, преподаватели. Я представляю себя на месте изображённой учительницы. Зачастую говоришь провинившемуся: „Я не хотела ставить тебе двойку, с удовольствием поставила бы пять, но ты совсем не выучил урока, ты сам заставляешь меня вывести в классном журнале эту постыдную отметку“. А ребята — те не так! Те ежели возьмутся за него, то уж заставят помучаться немало. И в нашем комитете комсомола были подобные „обсуждения“»— Фёдор Решетников. Доброта и правда искусства
Галина Карклинь приводит в своей книге оказавшееся в её распоряжении письмо воспитательницы хабаровской средней школы художнику:

«Вы даже и не представляете себе, дорогой Сергей Алексеевич, как Вы помогли нам, учителям и школьному активу, своей картиной! Действительно, не так важно строго осудить ученика за плохую отметку, много важней воспитать в нём чувство сознания своей ответственности перед коллективом. Это же требует от нас, воспитателей, большого такта, проникновения в психологию ребенка…»— Г. Н. Карклинь. С. А. Григорьев
Афанасьев отмечал, что автор злоупотребил методом театрализации изображаемой сцены: сама плоскость холста, ограниченная тёмной портьерой и шкафом с книгами, похожа на сцену с кулисами, отдельные персонажи открыто позаимствованы Григорьевым с его предыдущей картины, фигура сидящего на первом плане юноши в правой группе недостаточно убедительна с психологической точки зрения и только формально «замыкает» композицию картины, некоторые персонажи в картине откровенно позируют (например, сидящий справа персонаж), другие — утрируют свою роль (как считал Афанасьев, председательствующий — шарж на преждевременно сформировавшийся тип руководителя). По его мнению, всё это снизило жизненную достоверность картины. Афанасьев, однако, оговаривается, что такая театрализация была на рубеже 40-х — 50-х годов «достаточно плодотворной в развитии советской тематической картины, потому что помогала освоить и почувствовать важность хорошо продуманного жизненного сюжета». А. М. Членов к недостаткам картины относил нелепость присутствия на стене репродукции с картины В. Орешникова, изображающей В. И. Ленина на университетском экзамене. Репродукция подчёркивает важность серьёзного отношения к учёбе, но по мнению искусствоведа, приём этот наивен, а экзамен Ленина, выдержанный перед враждебными ему профессорами, не может быть соотнесён с темой и сюжетом картины Григорьева. Раздосадован Членов и трактовкой секретаря комсомольской организации на картине как самодовольного и вполне сформировавшегося бюрократа. С его точки зрения примитивна и композиция полотна: линии на картине параллельны плоскости холста, а персонажи целенаправленно размещены так, чтобы быть хорошо видны зрителю. Т. Г. Гурьева отмечала, что Григорьев не ставил в картине сложных задач в работе с колоритом, краски по её мнению, не столько выражают эмоциональное состояние, сколько передают «правдивую материальную характеристику предмета».
Современный украинский искусствовед Л. О. Лотиш также считает, что «искусственность и позирование иногда свойственны григорьевским персонажам. Особенно это заметно в картине „Обсуждение двойки“ (1950)». Все действующие лица, по её мнению, добросовестно исполняют свои роли. Она утверждает в своей статье, что это «немного скучно и наигранно». Однако она настаивает, что в «режиссёрском подходе», который характерен для художника, есть много привлекательных черт. Его живописные произведения напоминают кинофильмы и театральные постановки того времени. Привлекает внимание художественного критика и продуманность сюжета, а также умелое выявление композиционного центра и подчинённость второстепенного идейному единству картины. Персонажи одновременно лаконичны (не обременены лишними деталями и внешними эффектами) и отличаются продуманностью образа. В. А. Афанасьев упоминает увлечение Григорьева в это время трудами К. С. Станиславского, В. О. Топоркова, Н. М. Горчакова. В своей мастерской он разыгрывал с натурщиками картины мизансцены, придумывал персонажам биографии, знакомил с этими биографиями учащихся художественной школы, которые были его натурщиками в этой картине.
Тем не менее, по мнению Лотиш, «режиссёрский» подход к созданию картины бытового жанра имеет собственную логику. В театре и кино выполняются раскадровки к отдельным сценам. Театральный и кинохудожник при этом создают этюды и зарисовки в поисках правильного решения задачи, поставленной режиссёром. Композиция сцены детально выстраивается режиссёром. Этот процесс подобен, с точки зрения Лотиш, созданию композиции картины. Приходится учитывать развитие действия во времени, взаимосвязь персонажей, динамику, статику, контраст, нюансы, симметрию, асимметрию, ритм, пропорции, цвет, свет, линии. Режиссёром-постановщиком, как и художником, учитываются законы композиции и средства выразительности. Лотиш утверждает на основе анализа творчества Сергея Григорьева, что отличие и одновременно сложность жанровой картины в том, что художник в единственной сцене должен рассказать сюжет, раскрыть обстоятельства ситуации, решить моральные и психологические проблемы.
Авторы современного российского пособия для среднего профессионального образования «Отечественное искусство от Крещения Руси до начала III тысячелетия» пишут, что картина «Обсуждение двойки» «полюбилась непритязательному зрителю достоверностью типажей и обстановки, похожестью ситуации, жизнеподобием».